# Дрегер, Гюс
Густав Карл (Гюс) Дрегер (нем. Gustav Karl "Guus" Dräger; 14 декабря 1917, Амстердам — 24 мая 1989, Аудекерк-ан-де-Амстел) — нидерландский футболист, игравший на позиции левого крайнего нападающего, и футбольный тренер.
Начинал карьеру в клубе четвёртого класса СДВ, в основном составе которого дебютировал в 1933 году в возрасте 15 лет. В 1937 году перешёл в клуб ДВС, где вскоре стал одним из ведущих игроков команды и получил вызов в сборную Нидерландов. В 1941 году стал игроком «Аякса», где играл в течение десяти лет. В общей сумме он провёл за клуб 203 матча и забил 80 голов в чемпионате, по одному разу выиграл с командой титул чемпиона Нидерландов и национальный кубок. С 1952 по 1954 год выступал за клуб «Стормвогелс», а завершил игровую карьеру в 1958 году в клубе четвёртого класса ЭВК.
В сборной Нидерландов дебютировал 26 февраля 1939 года в товарищеском матче со сборной Венгрии, а свой первый гол забил 19 марта 1939 года в ворота сборной Бельгии. Всего за сборную сыграл 13 матчей и забил 5 голов. Был в составе сборной на Олимпийских играх 1948 года в Лондоне, но на турнире не сыграл.

## Личная жизнь
Гюс родился в декабре 1917 года в Амстердаме. Отец — Ханс Пауль Дрегер, был родом из Берлина, мать — Петронелла Дорландт, родилась в нидерландской деревне Гравеланд. Родители поженились в августе 1917 года в Амстердаме — на момент женитьбы отец был столяром. В их семье воспитывалось ещё трое детей: дочь Хюберта Алида, сыновья Бартоломеюс и Виллиам Томас.
Женился в возрасте тридцати трёх лет — его супругой стала 33-летняя Леонардина Петронелла (Леони) Пелен, уроженка Амстердама. Их брак был зарегистрирован 9 января 1951 года в Амстердаме. В том же году у них родилась дочь Маргарета София, а в 1954 году родился сын по имени Густав Карл.
С декабря 1970 года и до выхода на пенсию работал в компании «Heineken», был сотрудником регионального офиса продаж в Амстердаме.
Умер 24 мая 1989 года в деревни Аудекерк-ан-де-Амстел в возрасте 71 года. Церемония кремации состоялась 29 мая в крематории Вестгарде. Его супруга умерла спустя пять месяцев, 21 октября, в возрасте 71 года.

## Достижения
«Аякс»
- Чемпион Нидерландов: 1946/47
- Обладатель Кубка Нидерландов: 1942/43

## Статистика выступлений

### Клубная карьера
| Клуб            | Сезон           | Чемпионат Нидерландов | Чемпионат Нидерландов | Кубок Нидерландов | Кубок Нидерландов | Итого | Итого |
| Клуб            | Сезон           | Игры                  | Голы                  | Игры              | Голы              | Игры  | Голы  |
| --------------- | --------------- | --------------------- | --------------------- | ----------------- | ----------------- | ----- | ----- |
| Аякс            | 1941/42         | 18                    | 3                     |                   |                   | 18    | 3     |
| Аякс            | 1942/43         | 18                    | 9                     | 3+                | 2                 | 21    | 11    |
| Аякс            | 1943/44         | 18                    | 9                     | 1+                | 0                 | 19    | 9     |
| Аякс            | 1945/46         | 30                    | 24                    | 1+                | 1                 | 31    | 25    |
| Аякс            | 1946/47         | 27                    | 13                    |                   |                   | 27    | 13    |
| Аякс            | 1947/48         | 18                    | 2                     |                   |                   | 18    | 2     |
| Аякс            | 1948/49         | 20                    | 6                     | 1+                | ?                 | 21    | 6     |
| Аякс            | 1949/50         | 27                    | 11                    |                   |                   | 27    | 11    |
| Аякс            | 1950/51         | 20                    | 2                     |                   |                   | 20    | 2     |
| Аякс            | 1951/52         | 7                     | 1                     |                   |                   | 7     | 1     |
| Всего за «Аякс» | Всего за «Аякс» | 203                   | 80                    | 6+                | 3+                | 209   | 83    |

### Матчи и голы за сборную
| №  | Дата             | Оппонент   | Д / Г | Счёт | Голы | Соревнование      |
| -- | ---------------- | ---------- | ----- | ---- | ---- | ----------------- |
| 1  | 26 февраля 1939  | Венгрия    | Д     | 3:2  | -    | Товарищеский матч |
| 2  | 19 марта 1939    | Бельгия    | Г     | 5:4  | 1    | Товарищеский матч |
| 3  | 23 апреля 1939   | Бельгия    | Д     | 3:2  | 1    | Товарищеский матч |
| 4  | 7 мая 1939       | Швейцария  | Г     | 3:1  | -    | Товарищеский матч |
| 5  | 17 марта 1940    | Бельгия    | Г     | 7:1  | -    | Товарищеский матч |
| 6  | 31 марта 1940    | Люксембург | Д     | 4:5  | -    | Товарищеский матч |
| 7  | 12 мая 1946      | Бельгия    | Д     | 6:3  | 1    | Товарищеский матч |
| 8  | 30 мая 1946      | Бельгия    | Г     | 2:2  | -    | Товарищеский матч |
| 9  | 27 ноября 1946   | Англия     | Г     | 8:2  | -    | Товарищеский матч |
| 10 | 4 мая 1947       | Бельгия    | Г     | 1:2  | 1    | Товарищеский матч |
| 11 | 26 мая 1947      | Франция    | Г     | 4:0  | -    | Товарищеский матч |
| 12 | 21 сентября 1947 | Швейцария  | Д     | 6:2  | 1    | Товарищеский матч |
| 13 | 14 марта 1948    | Бельгия    | Г     | 1:1  | -    | Товарищеский матч |

Итого: 13 матчей / 5 голов; 5 побед, 2 ничьи, 6 поражений.